# Bataille de Berdiansk
Pour un article plus général, voir Campagne du sud de l'Ukraine.
Ne doit pas être confondu avec Attaque du port de Berdiansk.
Invasion de l'Ukraine par la Russie de 2022
Batailles
Offensive de Kiev (Jytomyr, Kiev) : 
- 1re Hostomel
- Tchernobyl
- Ivankiv
- Kiev
- 2e Hostomel
- Vassylkiv
- Boutcha
- Irpin
  - Bombardement de réfugiés
- Jytomyr
- Mochtchoun
- Makariv
- Brovary

Offensive du Nord (Tchernihiv, Soumy) :
- Hloukhiv
- Slavoutytch
- Bombardements
- Soumy
- Trostianets
- Tchernihiv
- Okhtyrka
- Lebedyn
- Konotop
- Romny
- Desna
- Escarmouches frontalières

Russie  (Briansk, Belgorod) :
- Incursions en Russie occidentale
  - Oblast de Briansk
  - Oblasts de Belgorod et de Koursk
    - Incursions de 2024

  - Bombardement de Belgorod
- Oblast de Koursk (août 2024)

Campagne de l'Est (Donetsk, Louhansk, Kharkiv)
Kharkiv :
- 1re Kharkiv
  - Tchouhouïv
  - Bombardements : en février
  - en mars
  - en avril
  - du bâtiment administratif
- Izioum
- 2e Kharkiv
  - Balaklia
  - 1re Koupiansk
  - Chevtchenkove
- 3e Kharkiv

Nord du Donbass:
- Starobilsk
- Sloviansk
  - Dovhenke
  - 1re Lyman
  - Sviatohirsk
  - Bohorodychne et Krasnopillia
  - Bombardements : Bilohorivka
  - Kramatorsk
- Sievierodonetsk
  - Kreminna
  - Donets
  - Roubijné
  - Popasna
  - Tochkivka
  - Massacre
- Lyssytchansk
- 2e Kharkiv
  - Balaklia
  - 1re Koupiansk
  - Chevtchenkove
  - 2e Lyman
- Oblast de Louhansk
  - Ligne Svatove-Kreminna
  - Serebryansky
  - 2e Koupiansk

 Centre du Donbass:
- Horlivka
- Popasna
- Svitlodarsk
- Bakhmout
  - Soledar
- Siversk
- Tchassiv Iar
- Toretsk

Sud du Donbass :
- Volnovakha
- Marioupol
  - Bombardements : de l'hôpital
  - du théâtre
  - de l'école d'art
- Pisky
- Vouhledar
  - Pavlivka
- Marïnka
- Contre-offensive de 2023
- Avdiïvka
- Novomykhaïlivka
- Pokrovsk
  - Krasnohorivka
  - Toretsk
- Bombardements :
- Makiïvka
- Donetsk

Campagne du Sud (Mykolaïv, Kherson, Zaporijjia)
- 1re Kherson
- Odessa
- Melitopol
- Mykolaïv
  - Bombardements : à fragmentation
  - du bâtiment administratif
- 1re Berdiansk
- Zaporijjia
- Tchornobaïvka
- Enerhodar
- Voznessensk
- Houliaïpole
- Davydiv Brid
- 2e Berdiansk
- Nova Kakhovka
- 2e Kherson
  - Doudtchany
- Dniepr
- Tchoulakivka
- Contre-offensive de 2023
  - Robotyne

Frappes aériennes dans l'Ouest et le Centre de l'Ukraine
- Lviv (02/2022)
- Vinnytsia (03/2022)
- Yavoriv (03/2022)
- Deliatyne (03/2022)
- Dnipro

Guerre navale
- Île des Serpents (02/2022)
- Moskva (04/2022)

Attaques en Crimée
- Novofedorivka (08/2022)
- Djankoï (08/2022)
- Pont de Crimée (10/2022)
- Base navale de Sébastopol (10/2022)
- Pont de Crimée (07/2023)
- Base navale de Sébastopol (09/2023)

Débordement
- Aéroport de Millerovo
- Sabotages en Russie
- Attaques en Transnistrie
- Sabotage des gazoducs Nord Stream
- Terrain d'entraînement militaire de Soloti
- Explosions en Pologne
- Bases aériennes de Dyagilevo et Engels-2
- Base aérienne de Minsk-Matchoulichtchi
- Crise russo-moldave de 2023
  - Accusations de tentative de coup d'État en Moldavie
- Incident de drone de 2023 en mer Noire
- Rébellion du groupe Wagner

Massacres
- Tchernihiv
- Boutcha
- Borodianka
- Olenivka
- Izioum

La bataille de Berdiansk est un engagement militaire opposant les Forces armées russes aux Forces armées ukrainiennes lors de la campagne du sud de l'Ukraine, dans le cadre de l'invasion russe de l'Ukraine. Les forces russes du front sud en mouvement pour porter assistance aux troupes assiégeant Marioupol s'emparent sur leur route de la ville portuaire de Berdiansk.

## Contexte
Après la prise de Melitopol par les forces russes venant de la république populaire de Donetsk, dans le cadre de l'offensive de l'Ukraine orientale, les troupes de l'offensive du sud de l'Ukraine reçoivent l'ordre de se déplacer vers le nord-est jusqu'à Tokmak, (assiégeant la ville) et vers l'est jusqu'à Berdiansk.

## Déroulement de la bataille

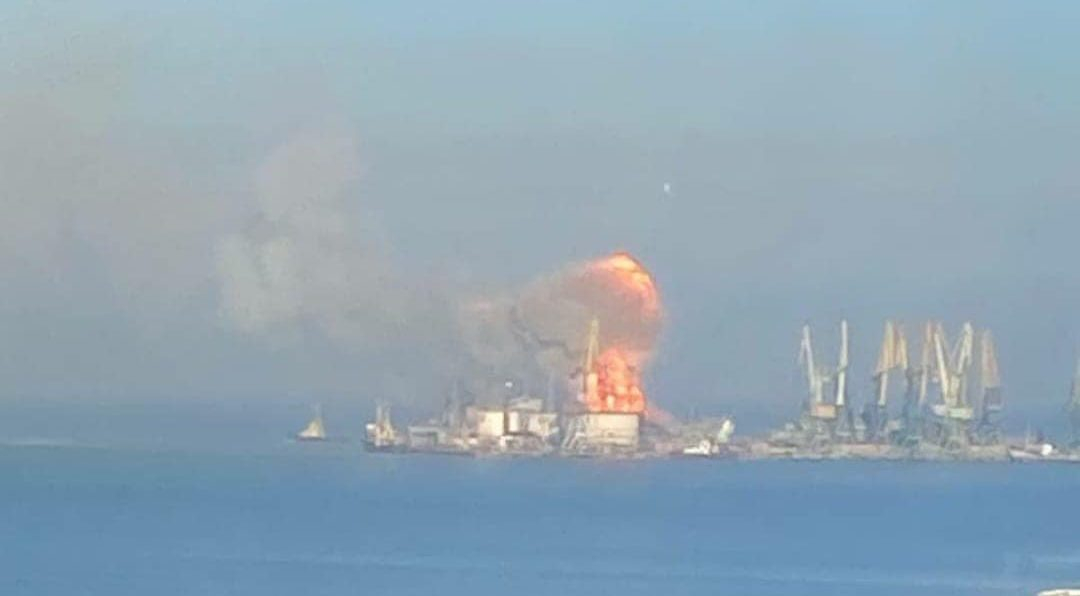
Image Près du port de Berdiansk à Zaporozhye, le grand navire d'assaut amphibie russe "Saratov".

Le 26 février, les troupes russes prennent le port de Berdiansk et l'aéroport de la ville,.
Le 27 février, le ministère russe de la Défense annonce que les troupes russes ont encerclé la ville. Plus tard dans la soirée, vers 18 h, les premières troupes russes font leur entrée dans la ville. Vers 22 h, Oleksandr Svidlo, le maire de la ville, annonce la prise par les Russes de tous les bâtiments administratifs. Des systèmes de missiles russes Bouk-M1-2 sont également repérés dans la zone.
Le 28 février, selon l'administration d'État régionale de Zaporijjia, les troupes russes ont pris le contrôle de Berdiansk et dissous le service de police de la ville ; les autorités de la ville refusant selon la Russie de collaborer avec les Russes,. Le ministère russe de la Défense confirme la conquête de la ville par ses Forces armées. Au cours de la bataille, les autorités locales rapportent qu'une personne a été tuée et une autre blessée,.

## Conséquences
Selon le maire, les forces russes quittent Berdiansk le 28 février, mais un détachement de la police militaire russe demeure dans la ville. Les forces russes venant du sud se dirigent vers Marioupol pour rejoindre l'offensive de l'Est afin de prendre en tenaille la ville. En atteignant Marioupol, les forces de l'offensive de Kherson établissent une liaison terrestre reliant la Crimée au reste de la Russie.
La Russie capture au moins huit navires de guerre ukrainiens à la suite de la bataille : deux canonnières rapides de la classe Gyurza-M, deux patrouilleurs de la classe Zhuk, un remorqueur de la classe Sorum et six petits patrouilleurs. La chaîne de télévision Russia Today ne mentionne pas le deuxième patrouilleur de la classe Zhuk ni les six patrouilleurs légers, mais affirme que parmi les navires capturés se trouvent un navire de débarquement de la classe Polnochny, un navire de débarquement de la classe Ondatra, une corvette de la classe Grisha, un patrouilleur lance-missiles de la classe Matka et un dragueur de mines de la classe Yevgenya.
Le 14 mars, des navires de guerre amphibies russes atteignent le port de Berdiansk. Un patrouilleur de la classe Raptor est notamment repéré parmi les nombreux navires. Le 21 mars, le gouverneur de l'oblast de Zaporijjia, Oleksandr Staroukh, annonce la saisie de cinq navires contenant plusieurs milliers de tonnes de céréales par les forces russes.

## Attaques postérieures
Le 24 mars, l'Ukraine réalise une frappe sur le port de Berdiansk et affirme dans la journée avoir détruit dans le port le navire de guerre amphibie russe Saratov (BDK-65), de la classe Alligator, et endommagé un navire de débarquement de la classe Project 775 Ropucha.
Le 30 avril 2023, un bombardement ukrainien frappe l'aéroport de Berdiansk, occupé par les Russes. Selon Petro Androuchtchenko, conseiller du maire de Marioupol, de « nombreux » soldats russes et des munitions étaient présentes dans l'aéroport au moment de l'attaque.